# Narlıkuyu
Narlıkuyu egy kis tengerparti város Törökországban, a Földközi-tenger partján, Narlıkuyu öbölben, Mersin tartományban, Silifke kerületben.

## Fekvése
A Földközi-tenger partján, Mersin-től 65 km-rel délnyugatra található. Silifke kerület része, amely viszont Mersin tartomány része. Mersin Antalya autópálya mentén, Erdemli és Silifke, Mersin két kerülete között található.

## Leírása
A település 1994-ben alakult, több kisebb falu egyesítésével. Lakossága a 2012-es népszámláláskor 2725 fő volt.
A mai város területén számos népszerű halászfalu található, egy kis öböl körül, amely szokatlanul hűvös és friss vízről híres, földalatti édesvízfolyások táplálják.

## Történelme

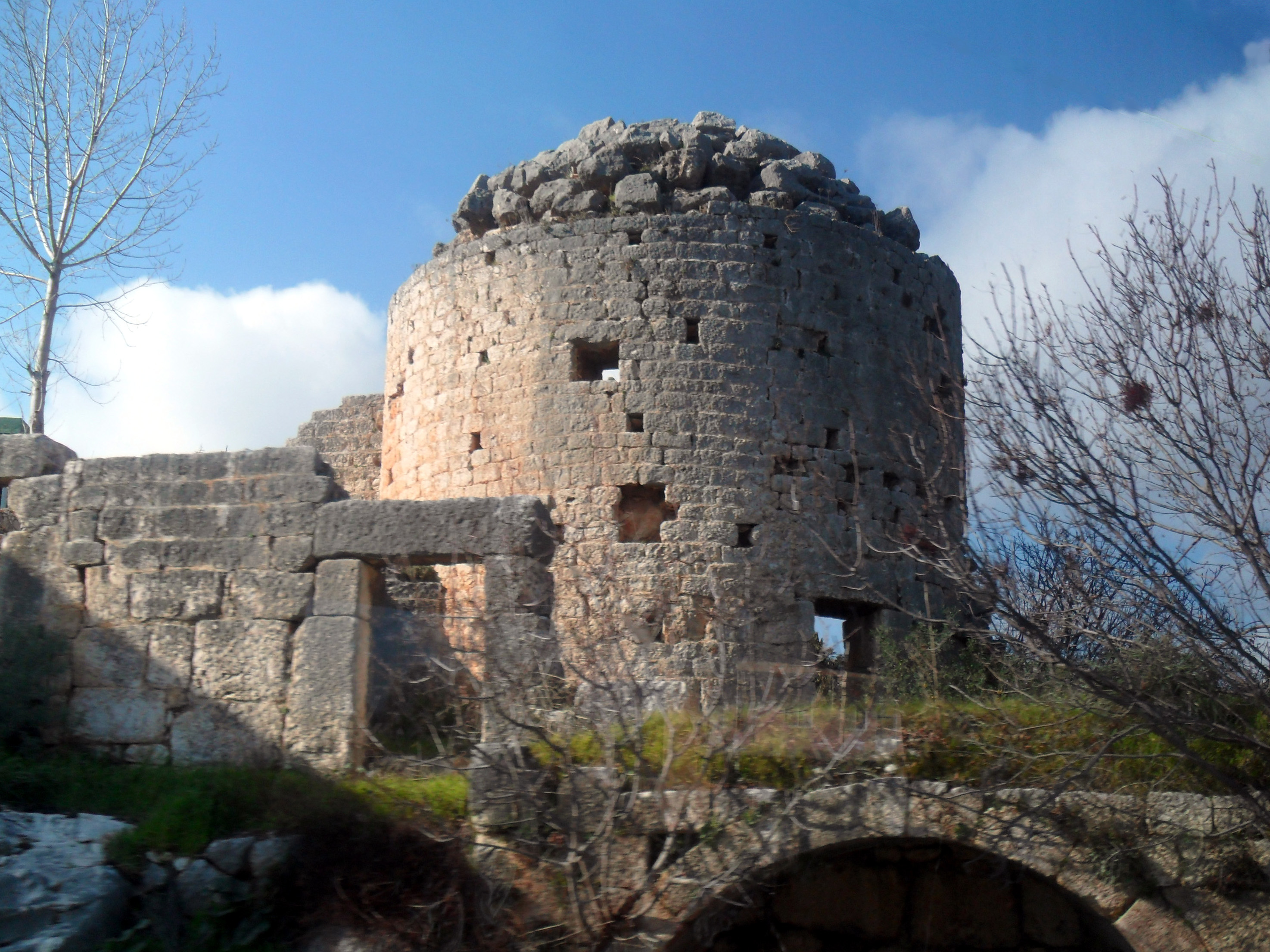

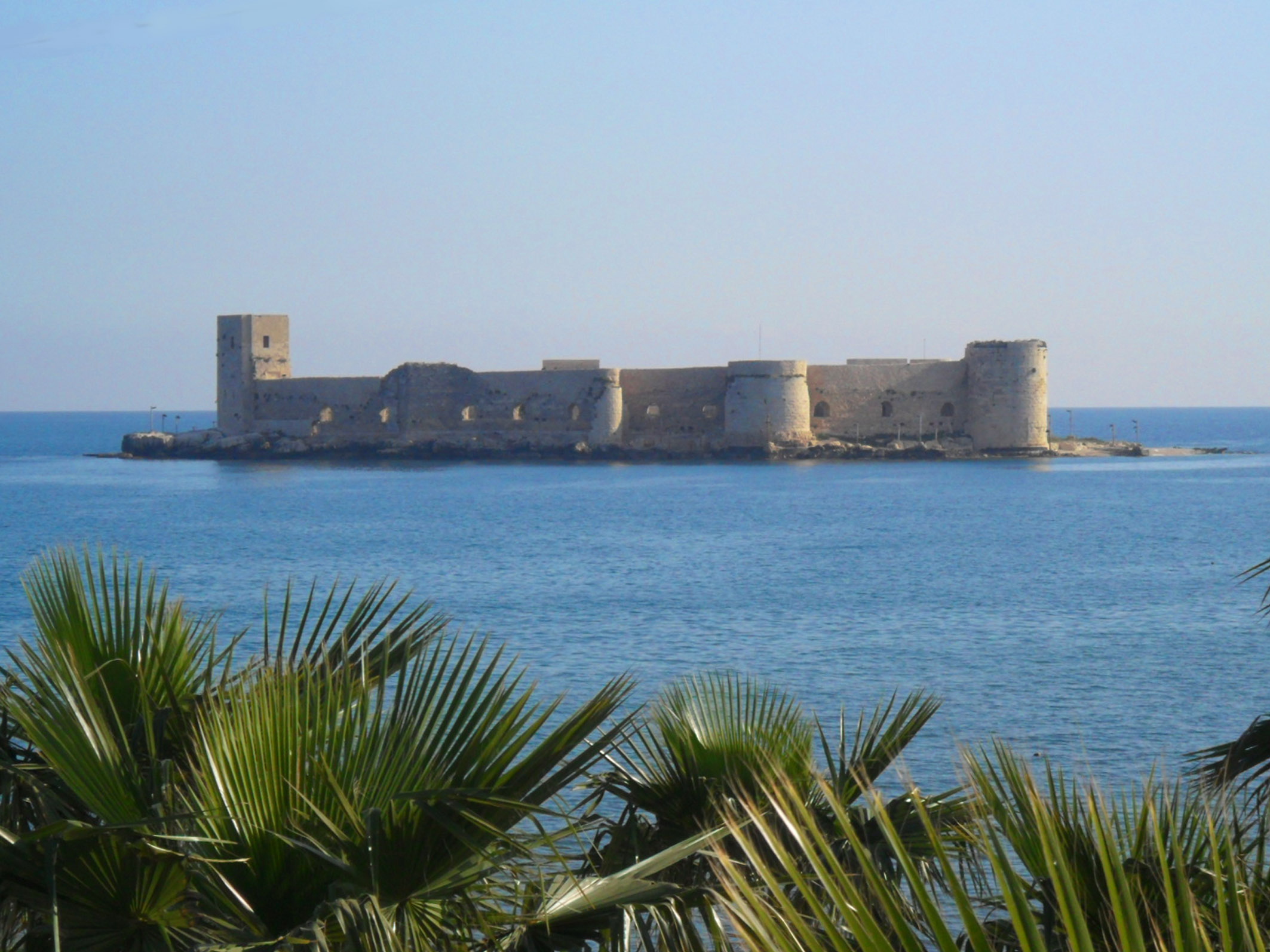
Kızkalesi (Maiden's castle)

Narlıkuyu és Ayas között mintegy 5–6 km-es partszakaszon találhatók az ókori Korykosz kikötőváros romjai. A várost a feltételezések szerint az i. e. 4. században egy Gorkosz nevű ciprusi herceg alapította. Forgalmas kereskedelmi csomópont volt az egymást követő birodalmak alatt. Neve a római birodalom ideje alatt Porto Calamie volt, ebből az időből maradt fenn egy kis, 4. századi fürdő, amelyet egykor a Corycus Poimenios építtetett (lásd Narlıkuyu Múzeum). A romok között láthatók vízvezetékek, szentélyek, színház, házak maradványai, valamint sírkövek is.
A partszakasszal szemben, a tengerből kiemelkedő parányi szigeten pedig várfalak, bástyák magasodnak, melyeket a törökök Kızkalesi (Leány-vár) néven neveznek.
A vár eredeti funkciója Korykosz városának védelmezése volt a tenger felől érkező támadásokkal szemben. A parttól alig 200 méterre emelkedő vár eredeti neve Elousza volt. A vár fennállása során gyakran gazdát cserélt: volt az örmények kezén is, majd a ciprusiak foglalták el. 1448-ban II. Ibrahim Bey révén került török fennhatóság alá.
A 250 méter hosszú erődnek nyolc bástyája van, belsejében egy régi királyi palota alapjai maradtak fenn.

## Galéria

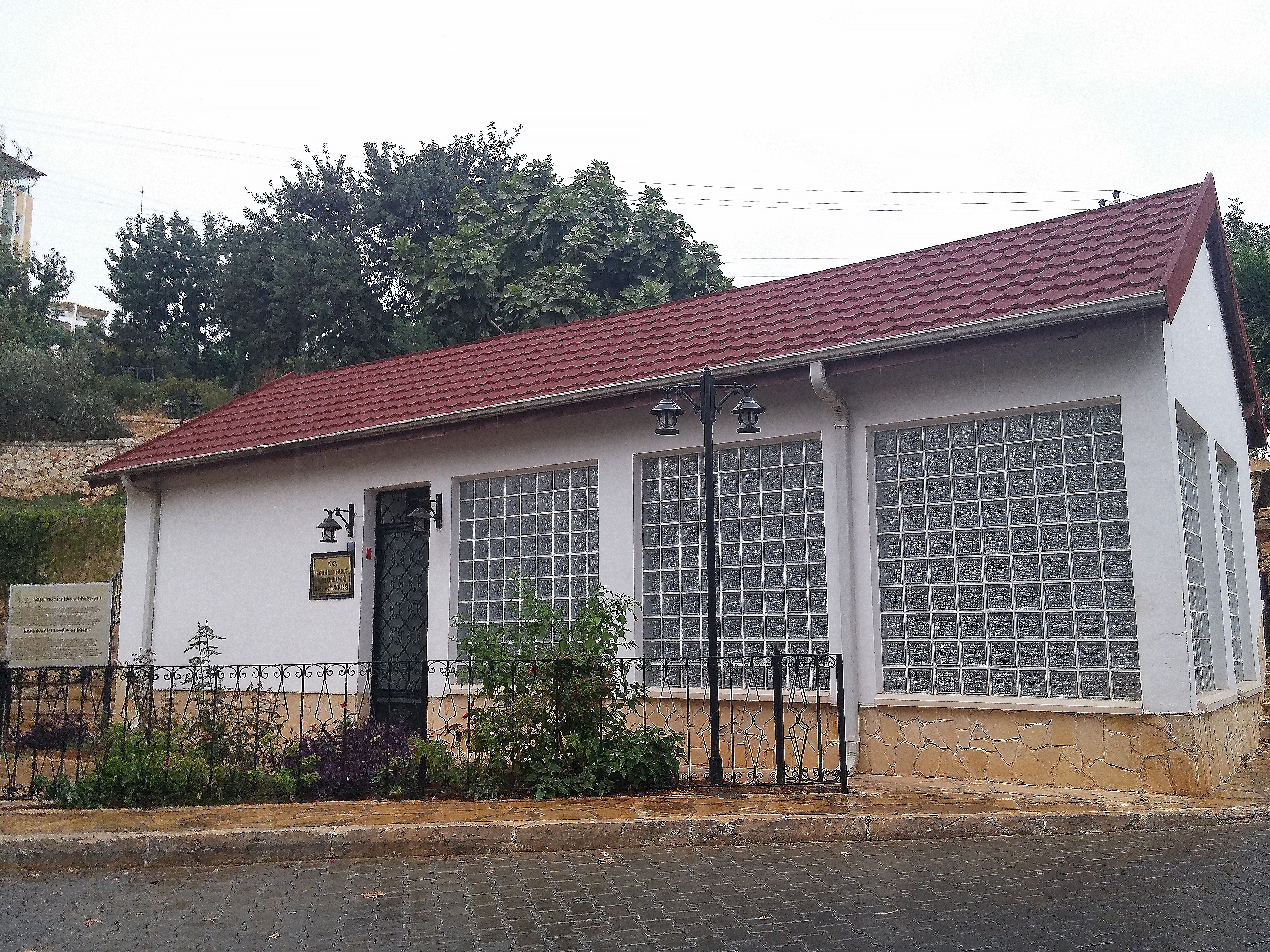
Narlıkuyu Múzeum épülete
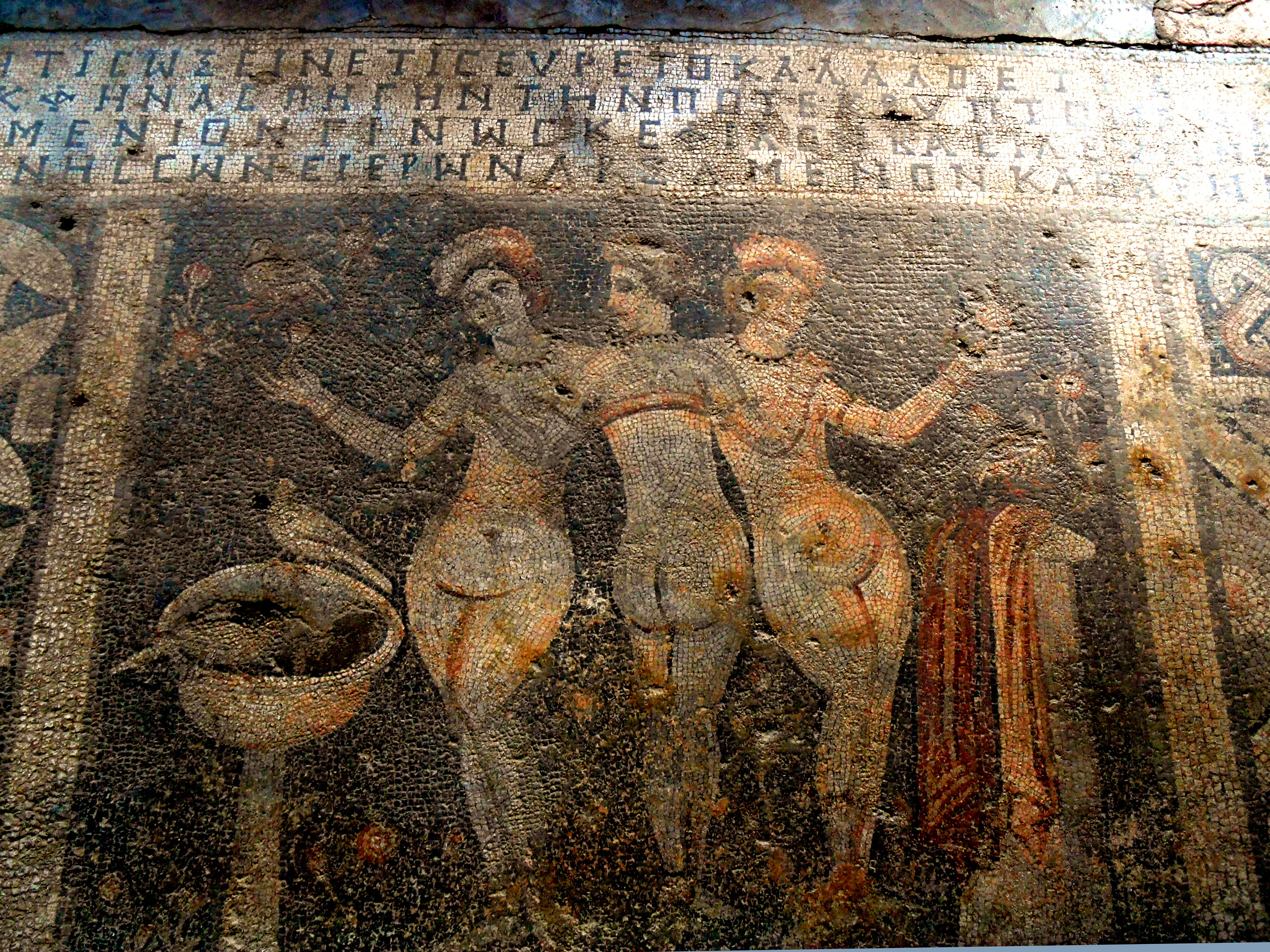
Mozaikkép a múzeumból
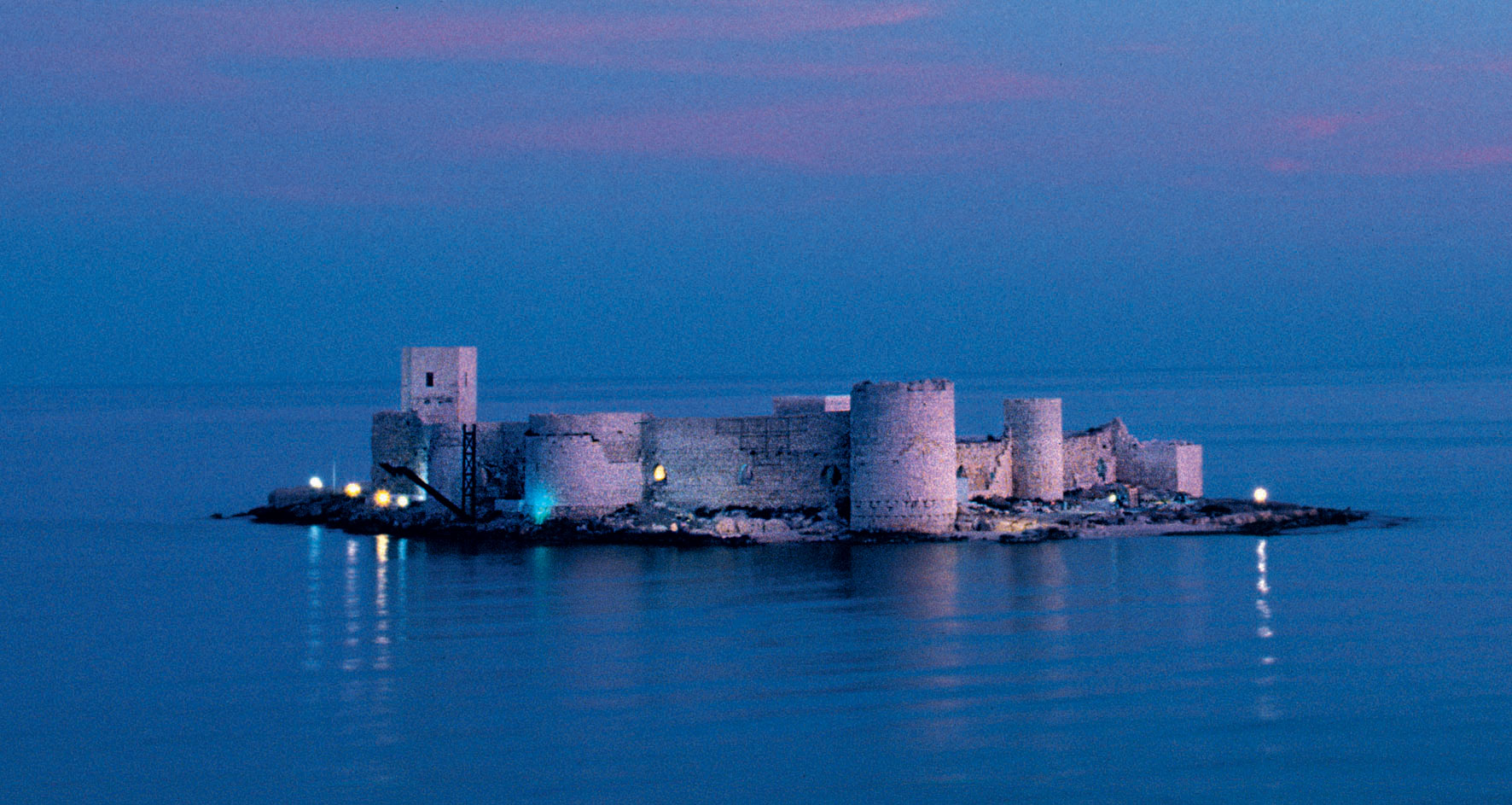
Kızkalesi Korykos romjaival
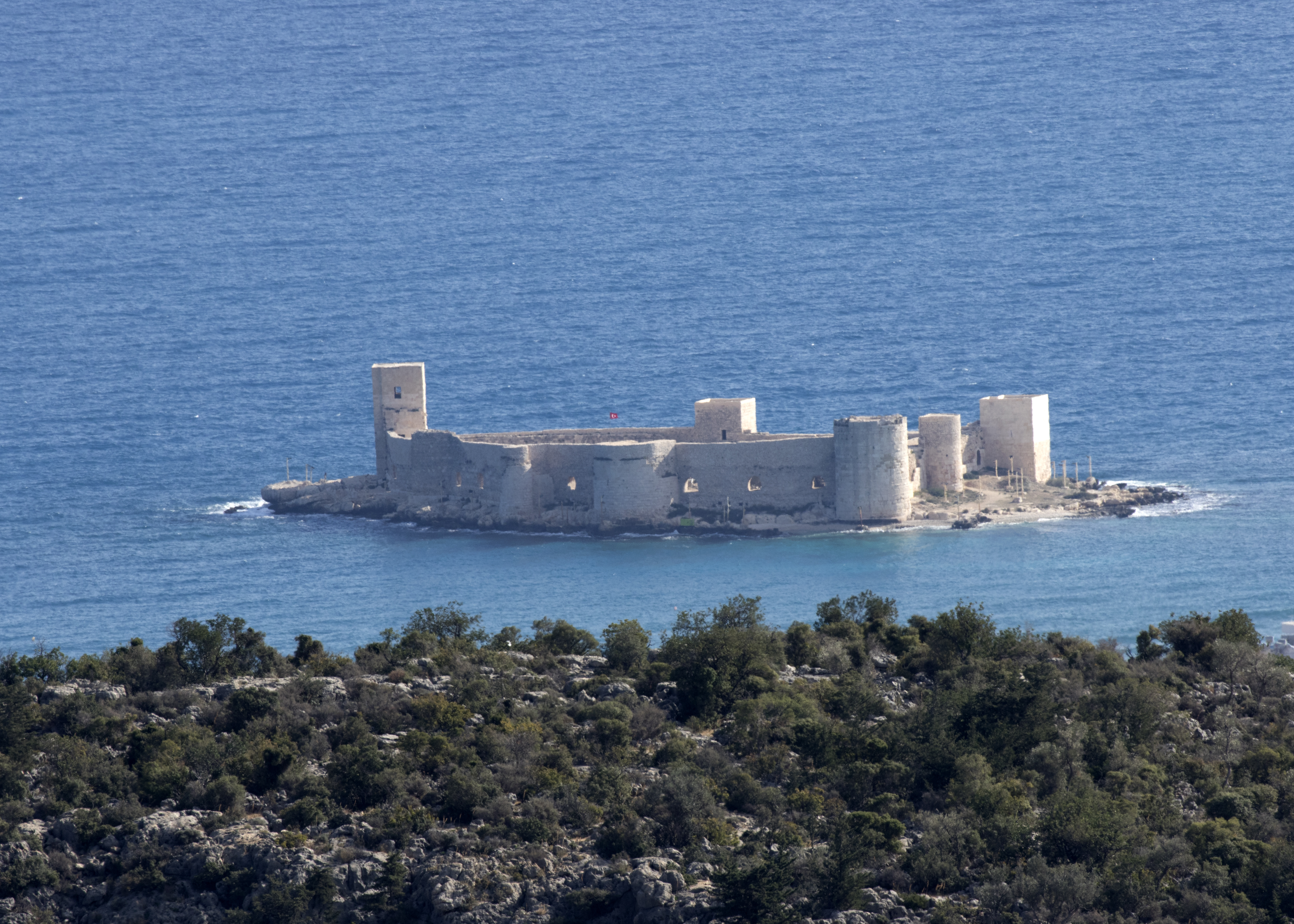
Kızkalesi
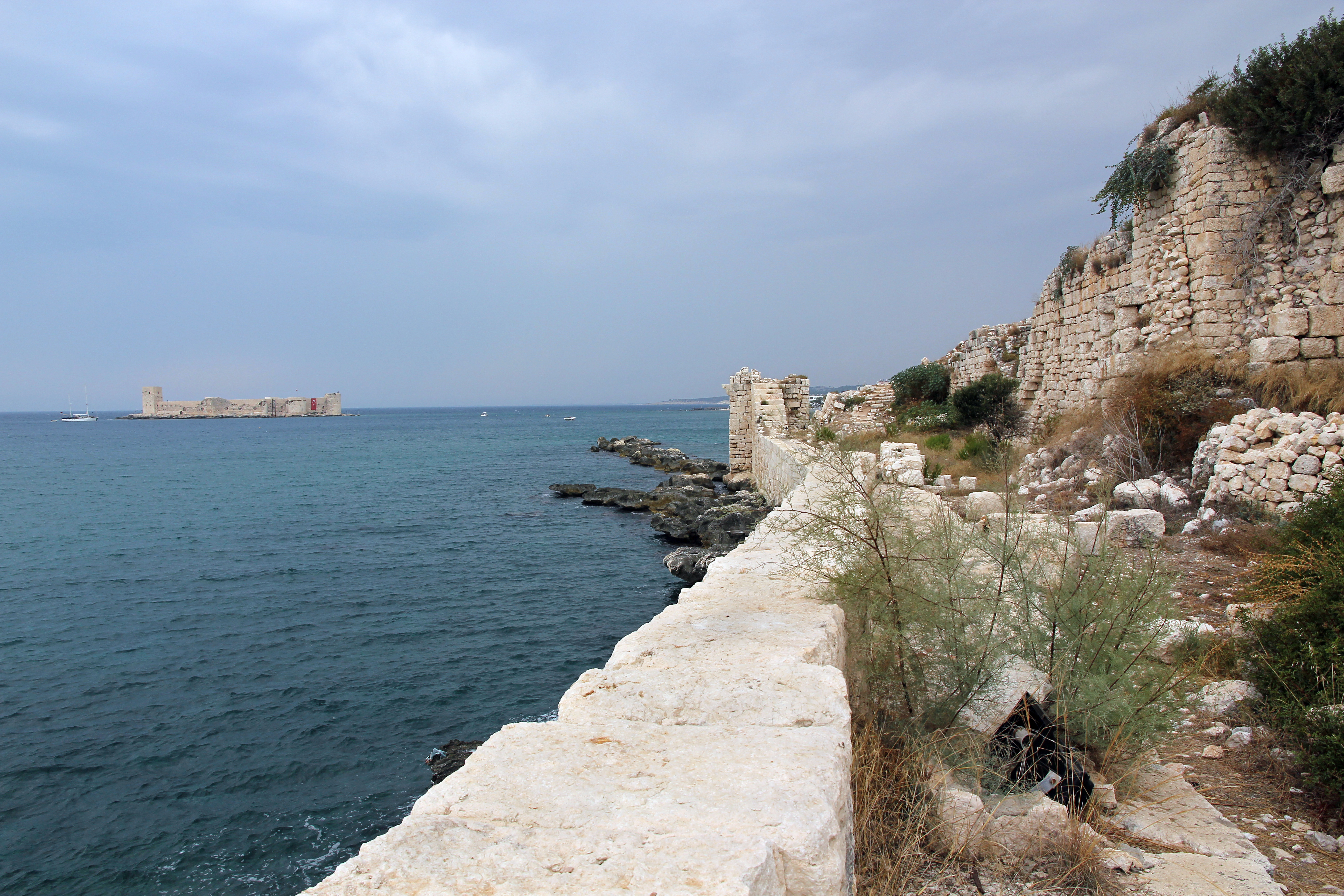
Korykos romjai
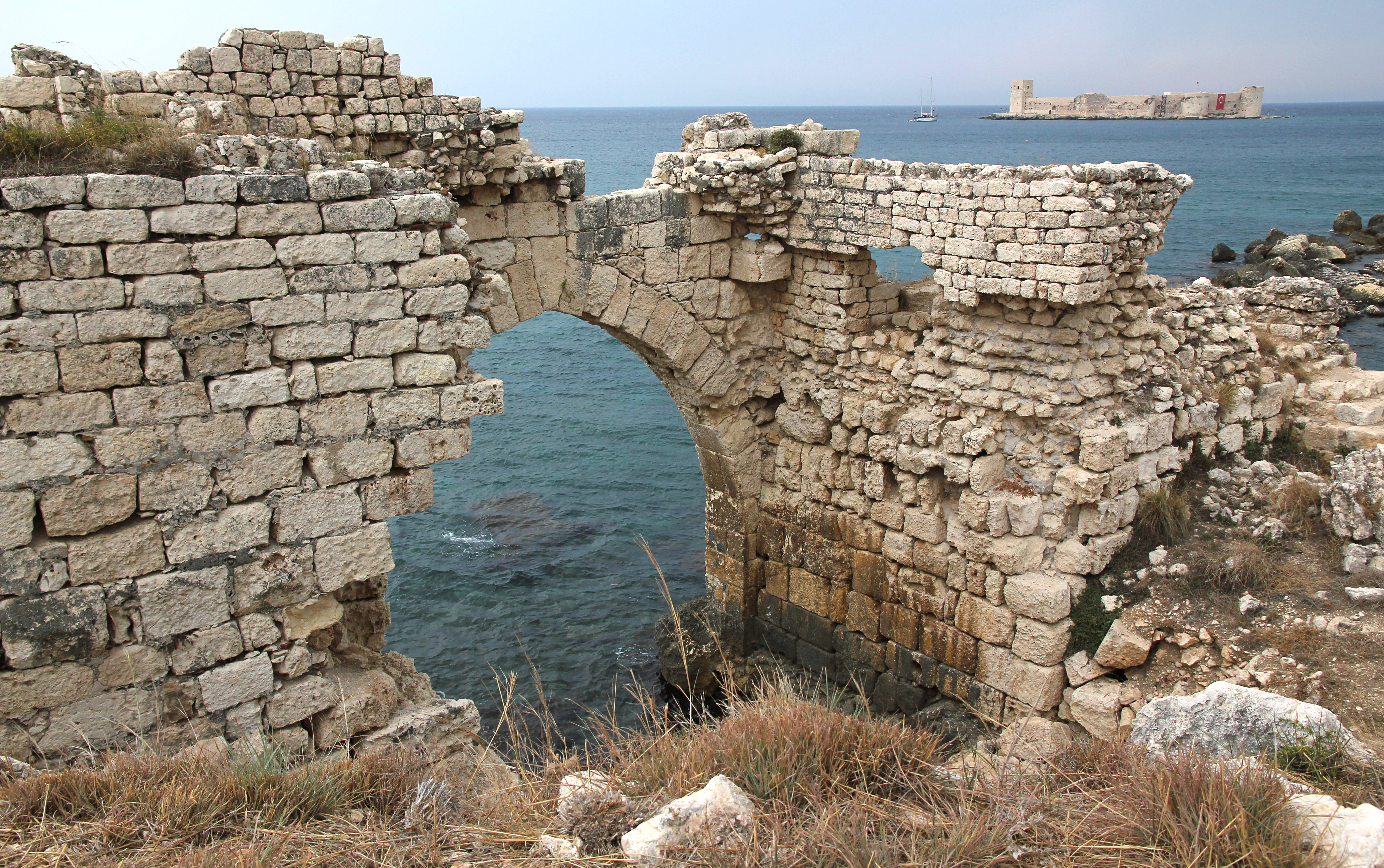
Korykos romjai és Kızkalesi
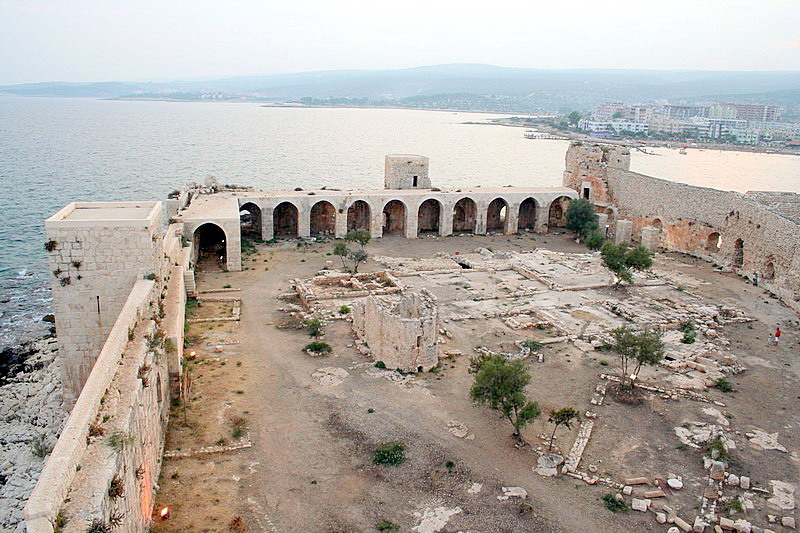
Kızkalesi
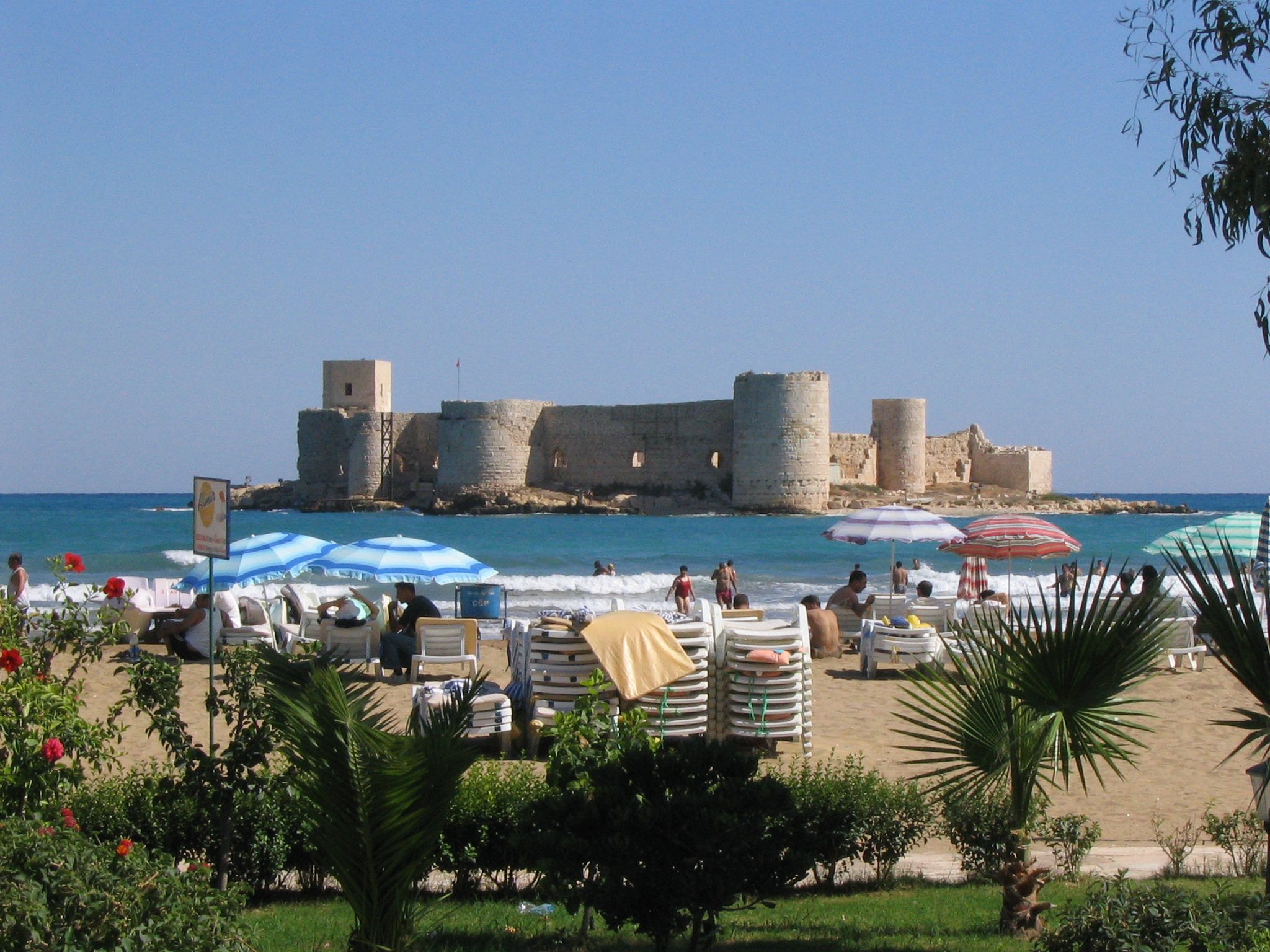
Kızkalesi

## Nevezetességek
- Narlıkuyu Múzeum
- Kızkalesi (Leány-vár)
- Narlıkuyu barlang -  Narlıkuyu közelében. Bejárata egy szűk nyílás,160 méterrel a tenger szintje felett. Vasból készült csigalépcsőn lehet leereszkedni a 15 méter mélységű barlangba. A mélyben több, egybefüggő tágas belső csarnok húzódik kelet-nyugati irányban.